# Brian Brake
John Brian Brake (Wellington, Nueva Zelanda, 1927 - 1988) fue un fotógrafo neozelandés.
Se fue a vivir a Londres en 1953, donde conoció a Ernst Haas, John Morris y Henri Cartier-Bresson, que le invitó a convertirse en miembro de la agencia Magnum. Fue miembro hasta 1967. Su obra más conocida es su trabajo sobre China, sus fotos de Picasso y sus series sobre los monzones, tomadas en la India. En 1976 volvió a Nueva Zelanda, donde murió de un ataque al corazón en 1988.
Casi toda su obra se encuentra en el Museo de Nueva Zelanda Te Papa Tongarewa.
En su honor se creó el Brian Brake Memorial Award, un importante premio de fotografía neozelandés.